# Integument (Botanik)
Die Integumente sind ein Bestandteil der Samenanlage der Samenpflanzen. Es sind meistens ein (unitegmisch) oder zwei (bitegmisch), selten drei Hüllschichten vorhanden, welche den Nucellus umschließen. Nach der Befruchtung werden die Integumente zur Samenschale (Testa). Kann die Samenschale in zwei verschiedene, trennbare Schichten unterteilt werden, bezeichnet man die innere Schicht, die aus dem inneren Integument gebildet wird, als Tegmen (Glashaut, Innenhaut, Kernhaut) und die äußere, die aus dem äußeren Integument gebildet wird, als Testa. Oft kann aber bei bitegmischen Integumenten keine Differenzierung der Samenschale in Testa und Tegmen erfolgen, da diese verwachsen sind oder das innere Integument degeneriert.
Die Samenschale, welche aus den Integumenten besteht, kann sich auch in eine innere harte, stark verholzte Sklerotesta und eine fleischige, äußere Sarkotesta differenzieren.
Die Integumente lassen eine kleine Öffnung, die Mikropyle, frei. Bei den Bedecktsamern (Magnoliopsida) wächst durch diese Mikropyle meistens der auf der Narbe liegende Pollen mit dem Pollenschlauch bei der doppelten Befruchtung hindurch. 

## Nachweise
- Gerhard Wagenitz: Wörterbuch der Botanik. Morphologie, Anatomie, Taxonomie, Evolution. Mit englisch-deutschem und französisch-deutschem Register. 2. erweiterte Auflage. Nikol, Hamburg 2008, ISBN 978-3-937872-94-0, S. 159, 325 (Lizenzausgabe von 2003).